# Bento Quirino dos Santos
Bento Quirino dos Santos (Campinas, 18 de abril de 1837 - 26 de dezembro de 1914) foi um político brasileiro.

## Biografia

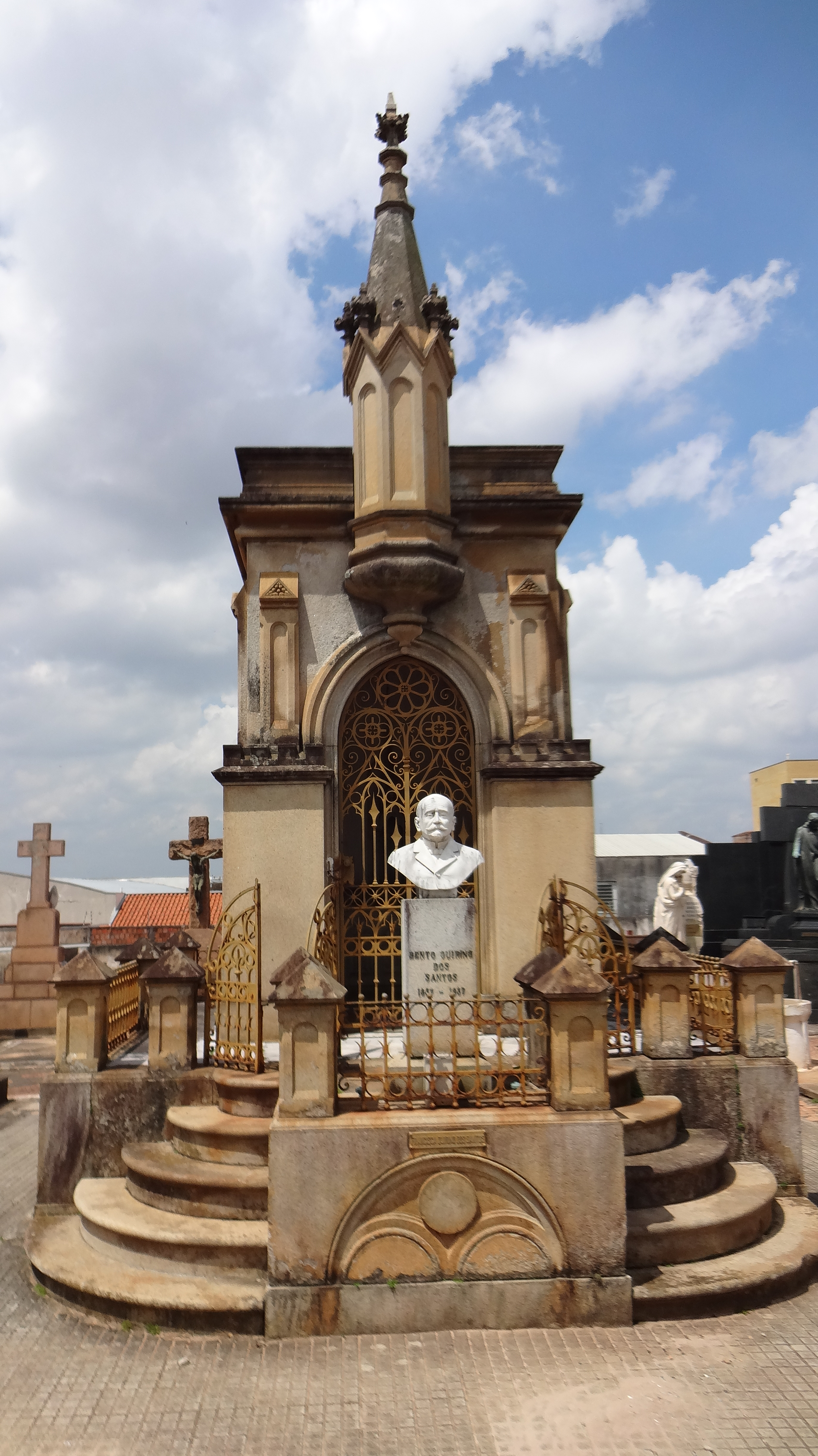
Mausoléu de Bento Quirino dos Santos no Cemitério da Saudade.

Era filho do major Joaquim Quirino dos Santos e de sua esposa, Manoela Joaquina de Oliveira Santos.
Desde cedo começou a trabalhar no comércio, com residência e estabelecimento na Rua Sacramento, esquina com Benjamin Constant, no edifício atualmente ocupado pela "Escola Politécnica Bento Quirino".
Quando da epidemia de febre amarela que assolou a região em 1889, prestou tão elevados serviços à cidade que a população, agradecida, fez colocar uma placa alusiva na fachada de seu estabelecimento.
Adepto dos ideiais Republicanos de que foi ativo propagandista, foi eleito vereador pelo Partido Republicano ainda à época da Monarquia. Fundou a Santa Casa de Misericórdia de Campinas, onde auxiliou o Padre Vieira, e foi diretor da Companhia de Iluminação a Gás.
Foi um dos fundadores do "Colégio Culto à Ciência" e da Companhia Campineira de Água, além de presidente da Companhia Mogiana e sócio-benemérito de todas associações Campineiras.
Após a sua morte, grande parte de sua fortuna foi destinada à fundação do "Instituto Profissional Bento Quirino" e à manutenção da "Escola Técnica de Comércio Bento Quirino", assim como diversos orfanatos, hospitais, maternidades e a "Creche Bento Quirino".

## Homenagem

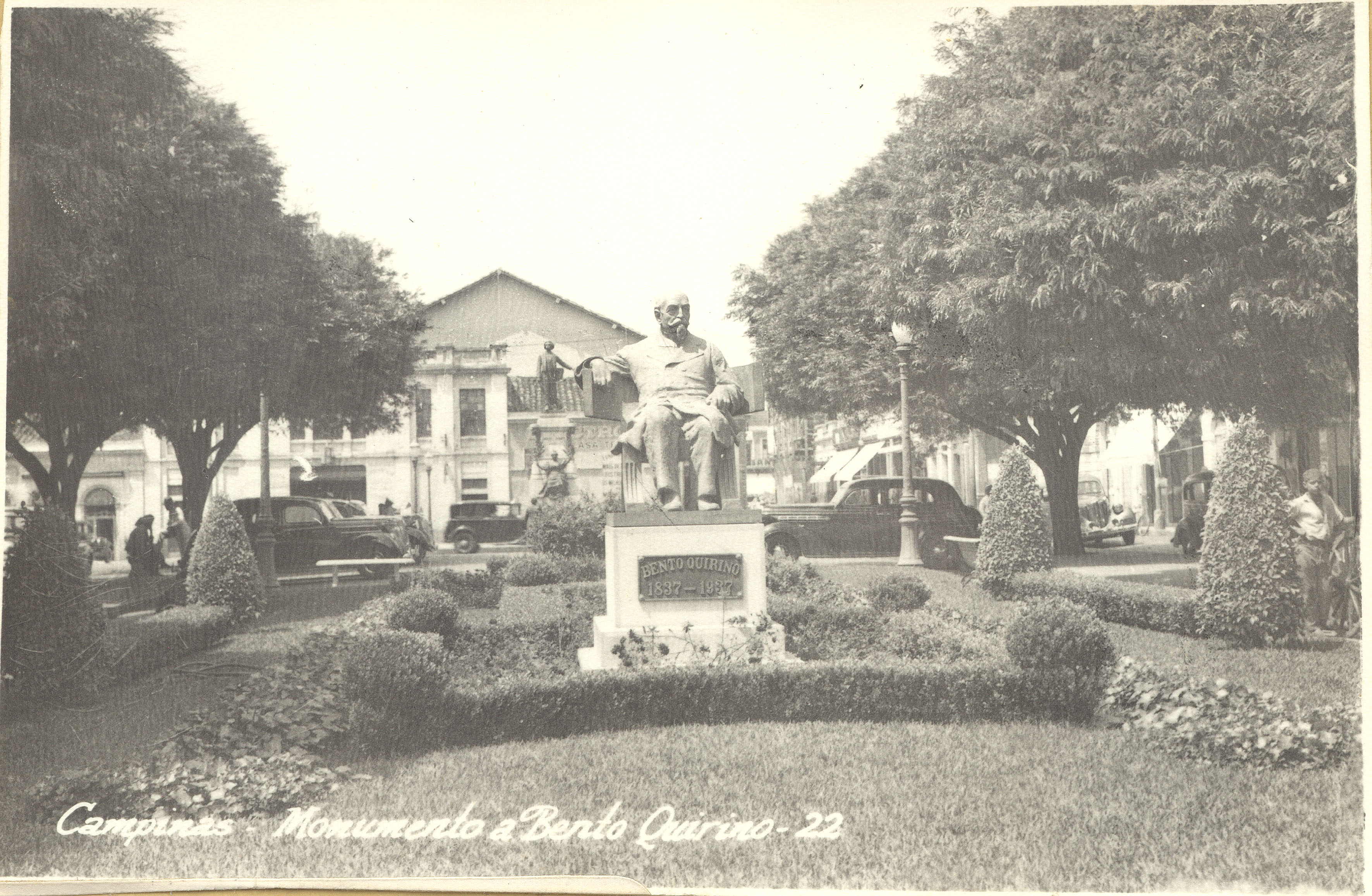
Monumento a Bento Quirino - década de 1940

Um monumento a Bento Quirino ergue-se na Praça Antônio Pompeo em Campinas. Inaugurado originalmente em 18 de abril de 1914 no saguão do "Instituto Profissional Bento Quirino", foi transferido para o seu atual local no dia 18 de abril de 1937, no contexto das comemorações do centenário de seu nascimento.
O monumento foi projetado pelo escultor Amadeu Zani, e foi inaugurado em 1918, no saguão do antigo Instituto Profissional Bento Quirino. Bento Quirino dos Santos nasceu e morreu em Campinas. A estátua foi produzida em bronze sobre um pedestal de granito cinza. 